# GNOME Videos
GNOME Videos, precedentemente chiamato Totem, è un lettore multimediale libero (audio e video) per l'ambiente GNOME; funziona quindi su sistemi Linux, Solaris, BSD e altri sistemi Unix e Unix-like. Fa ufficialmente parte di GNOME dalla versione 2.10 (pubblicata nel marzo del 2005), ma di fatto è incluso in molti ambienti GNOME. Usa il framework GStreamer come backend.
Totem è il lettore installato di default in molte distribuzioni Linux (ad esempio Ubuntu, Mandriva Linux) ed è rilasciato con una licenza GNU General Public License.
Con il rilascio della versione 3.5.90, il nome è stato cambiato in Video. Il nome "Totem" è rimasto in uso "de facto" (l'eseguibile, ad esempio, usa ancora il nome Totem, così come il suo pacchetto in Debian).

## Funzionalità
Esistono due versioni di Totem, anche se le differenze tra queste non sono visibili al livello di interfaccia utente: una è basata su GStreamer, una piattaforma software modulare usata per creare applicazioni multimediali. Questa versione ha una elevata estensibilità e supporta una grande varietà di formati multimediali. L'altra è basata su xine, una normale libreria multimediale, l'unica versione all'epoca in grado di riprodurre DVD crittografati. Successivamente, grazie ai miglioramenti in GStreamer inclusa la capacità di riprodurre DVD crittografati, il team di sviluppo di Totem ha abbandonato il supporto per il backend xine.
Una caratteristica notevole di Totem è la sua piena integrazione con l'ambiente desktop GNOME e il suo file manager Nautilus: ciò comprende la visualizzazione di anteprime dei video direttamente nella finestra di Nautilus e un plugin per Mozilla Firefox e i browser Netscape-compatibili.
Grazie ad un gran numero di plugin disponibili per GStreamer, Totem può riprodurre tutti i principali formati multimediali, sia aperti che proprietari. Riproduce anche un gran numero di formati di playlist:
SHOUTcast, M3U, XML Shareable Playlist Format (XSPF), SMIL, playlist Windows Media Player e playlist RealAudio. Le playlist sono facilmente gestibili usando funzionalità di Drag and drop.
La riproduzione di video a pieno schermo (full screen) è supportata in quasi tutte le configurazioni di sistemi X Window, comprese quelle di multi-head Xinerama e su display connessi
in TV-Out. Luminosità, contrasto e saturazione del video possono essere aggiustate dinamicamente durante la riproduzione. Per l'audio è supportato lo stereo. Nei computer con una porta ad infrarossi, Totem può essere controllato da remoto via LIRC.
Possono essere catturati fermi immagine facilmente senza ricorrere a programmi esterni. Esiste un plugin per la funzionalità telestrator usando Gromit.
È supportata anche la funzionalità di sottotitolazione SubRip, sia automatica che manuale (a riga di comando),